# Diócesis de Marsabit
La diócesis de Marsabit (en latín: Dioecesis Marsabitensis, en inglés: Roman Catholic Diocese of Marsabit y en suajili: Jimbo Katoliki la Marsabit) es una circunscripción eclesiástica de la Iglesia católica en Kenia. Se trata de una diócesis latina, sufragánea de la arquidiócesis de Nyeri. Desde el 25 de noviembre de 2006 su obispo es Peter Kihara Kariuki, de los Misioneros de la Consolata.

## Territorio y organización
La diócesis tiene 78 078 km² y extiende su jurisdicción sobre los fieles católicos de rito latino residentes en los distritos civiles de Marsabit y de Moyale en la exprovincia Oriental.
La sede de la diócesis se encuentra en la ciudad de Marsabit, en donde se halla la Procatedral de Nuestra Señora de la Consolata.
En 2019 en la diócesis existían 15 parroquias.

## Historia
La diócesis fue erigida el 25 de noviembre de 1964 con la bula Arcana Isaiae del papa Pablo VI, obteniendo el territorio de la diócesis de Nyeri (hoy arquidiócesis).
Originalmente sufragánea de la arquidiócesis de Nairobi, el 21 de mayo de 1990 pasó a formar parte de la provincia eclesiástica de Nyeri.
El 15 de junio de 2001 cedió una parte de su territorio para la erección de la diócesis de Maralal mediante la bula Ad Plenius del papa Juan Pablo II.

## Estadísticas
Según el Anuario Pontificio 2020 la diócesis tenía a fines de 2019 un total de 38 600 fieles bautizados.
| Año                                                                             | Población            | Población | Población      | Sacerdotes | Sacerdotes    | Sacerdotes    | Bautizados por sacerdote | Diáconos permanentes | Religiosos | Religiosos | Parroquias |
| Año                                                                             | Bautizados católicos | Total     | % de católicos | Total      | Clero secular | Clero regular | Bautizados por sacerdote | Diáconos permanentes | Varones    | Mujeres    | Parroquias |
| ------------------------------------------------------------------------------- | -------------------- | --------- | -------------- | ---------- | ------------- | ------------- | ------------------------ | -------------------- | ---------- | ---------- | ---------- |
| 1969                                                                            | 615                  | 180 000   | 0.3            | 49         | 27            | 22            | 12                       |                      | 24         | 30         | 12         |
| 1980                                                                            | 7385                 | 206 000   | 3.6            | 33         | 9             | 24            | 223                      |                      | 26         | 46         | 12         |
| 1990                                                                            | 26 385               | 241 227   | 10.9           | 44         | 10            | 34            | 599                      |                      | 38         | 61         | 16         |
| 1999                                                                            | 45 250               | 368 200   | 12.3           | 50         | 18            | 32            | 905                      |                      | 44         | 73         | 20         |
| 2000                                                                            | 46 150               | 371 150   | 12.4           | 50         | 16            | 34            | 923                      |                      | 44         | 81         | 20         |
| 2001                                                                            | 20 000               | 174 957   | 11.4           | 24         | 11            | 13            | 833                      |                      | 17         | 29         | 10         |
| 2002                                                                            | 19 921               | 192 197   | 10.4           | 25         | 11            | 14            | 796                      |                      | 24         | 30         | 10         |
| 2003                                                                            | 21 370               | 197 320   | 10.8           | 23         | 10            | 13            | 929                      |                      | 20         | 26         | 10         |
| 2004                                                                            | 22 100               | 201 266   | 11.0           | 22         | 11            | 11            | 1004                     |                      | 23         | 29         | 10         |
| 2013                                                                            | 32 727               | 254 000   | 12.9           | 23         | 14            | 9             | 1422                     |                      | 14         | 37         | 11         |
| 2016                                                                            | 45 579               | 386 342   | 11.8           | 33         | 20            | 13            | 1381                     |                      | 16         | 43         | 13         |
| 2019                                                                            | 38 600               | 380 000   | 10.2           | 37         | 24            | 13            | 1043                     |                      | 17         | 42         | 15         |
| Fuente: Catholic-Hierarchy, que a su vez toma los datos del Anuario Pontificio. |                      |           |                |            |               |               |                          |                      |            |            |            |

## Episcopologio
Carlo Maria Cavallera, I.M.C. † (25 de noviembre de 1964-19 de junio de 1981 renunció)
Ambrogio Ravasi, I.M.C. † (19 de junio de 1981-25 de noviembre de 2006 retirado)
Peter Kihara Kariuki, I.M.C., desde el 25 de noviembre de 2006